# Tour Méditerranéen 1996
Il Tour Méditerranéen 1996, ventitreesima edizione della corsa, si svolse dal 14 al 18 febbraio 1996 su un percorso di 635 km ripartiti in 6 tappe. Fu vinta dal belga Frank Vandenbroucke della Mapei-GB davanti agli italiani Fabio Baldato e Wladimir Belli.

## Tappe
| Tappa  | Data        | Percorso                         | km  | Vincitore di tappa  | Leader cl. generale |
| ------ | ----------- | -------------------------------- | --- | ------------------- | ------------------- |
| 1ª     | 14 febbraio | Carcassonne > Béziers            | 86  | Ján Svorada         | Ján Svorada         |
| 2ª     | 15 febbraio | Carnon > Berre l'Etang           | 138 | Tom Steels          | Ján Svorada         |
| 3ª     | 16 febbraio | Rousset > Antibes                | 174 | Fabiano Fontanelli  | Ján Svorada         |
| 4ª     | 17 febbraio | Cannes > Hyères                  | 112 | Mario Cipollini     | Ján Svorada         |
| 5ª     | 17 febbraio | La Londe-les-Maures > Mont Faron | 40  | Michele Coppolillo  |                     |
| 6ª     | 18 febbraio | Mont Faron > Marsiglia           | 85  | Frank Vandenbroucke | Frank Vandenbroucke |
| Totale | Totale      | Totale                           | 635 |                     |                     |

## Dettagli delle tappe

### 1ª tappa
- 14 febbraio: Carcassonne > Béziers – 86 km

| Pos. | Corridore     | Squadra | Tempo    |
| ---- | ------------- | ------- | -------- |
| 1    | Ján Svorada   | Panaria | 1h49'56" |
| 2    | Andrei Tchmil | Lotto   | a 1"     |
| 3    | Fabio Baldato | MG Boys | s.t.     |

| Pos. | Corridore   | Squadra | Tempo    |
| ---- | ----------- | ------- | -------- |
| 1    | Ján Svorada | Panaria | 1h49'46" |

### 2ª tappa
- 15 febbraio: Carnon > Berre l'Etang – 138 km

| Pos. | Corridore       | Squadra  | Tempo    |
| ---- | --------------- | -------- | -------- |
| 1    | Tom Steels      | Mapei-GB | 3h23'10" |
| 2    | Mario Cipollini | Saeco    | s.t.     |
| 3    | Ján Svorada     | Panaria  | s.t.     |

| Pos. | Corridore   | Squadra | Tempo    |
| ---- | ----------- | ------- | -------- |
| 1    | Ján Svorada | Panaria | 5h12'52" |

### 3ª tappa
- 16 febbraio: Rousset > Antibes – 174 km

| Pos. | Corridore          | Squadra | Tempo    |
| ---- | ------------------ | ------- | -------- |
| 1    | Fabiano Fontanelli | MG Boys | 3h56'42" |
| 2    | Cédric Vasseur     | Gan     | a 7"     |
| 3    | Angelo Canzonieri  | Saeco   | a 10"    |

| Pos. | Corridore   | Squadra | Tempo    |
| ---- | ----------- | ------- | -------- |
| 1    | Ján Svorada | Panaria | 9h10'00" |

### 4ª tappa
- 17 febbraio: Cannes > Hyères – 112 km

| Pos. | Corridore       | Squadra  | Tempo    |
| ---- | --------------- | -------- | -------- |
| 1    | Mario Cipollini | Saeco    | 2h34'30" |
| 2    | D. Abdužaparov  | Refin    | s.t.     |
| 3    | Tom Steels      | Mapei-GB | s.t.     |

| Pos. | Corridore   | Squadra | Tempo     |
| ---- | ----------- | ------- | --------- |
| 1    | Ján Svorada | Panaria | 11h44'30" |

### 5ª tappa
- 17 febbraio: La Londe-les-Maures > Mont Faron – 40 km

| Pos. | Corridore           | Squadra  | Tempo    |
| ---- | ------------------- | -------- | -------- |
| 1    | Michele Coppolillo  | MG Boys  | 1h06'46" |
| 2    | Frank Vandenbroucke | Mapei-GB | a 50"    |
| 3    | Gabriele Colombo    | Gewiss   | a 1'09"  |

| Pos. | Corridore | Squadra | Tempo |
| ---- | --------- | ------- | ----- |

### 6ª tappa
- 18 febbraio: Mont Faron > Marsiglia – 85 km

| Pos. | Corridore           | Squadra  | Tempo    |
| ---- | ------------------- | -------- | -------- |
| 1    | Frank Vandenbroucke | Mapei-GB | 1h51'49" |
| 2    | Fabio Baldato       | MG Boys  | a 4"     |
| 3    | Stefano Colagè      | Refin    | a 7"     |

| Pos. | Corridore           | Squadra  | Tempo     |
| ---- | ------------------- | -------- | --------- |
| 1    | Frank Vandenbroucke | Mapei-GB | 14h43'56" |
| 2    | Fabio Baldato       | MG Boys  | a 38"     |
| 3    | Wladimir Belli      | Panaria  | a 1'13"   |

## Classifiche finali

### Classifica generale
| Pos. | Corridore           | Squadra         | Tempo     |
| ---- | ------------------- | --------------- | --------- |
| 1    | Frank Vandenbroucke | Mapei-GB        | 14h43'56" |
| 2    | Fabio Baldato       | MG Boys         | a 38"     |
| 3    | Wladimir Belli      | Panaria-Vinavil | a 1'13"   |
| 4    | Ján Svorada         | Panaria-Vinavil | a 1'15"   |
| 5    | Johan Museeuw       | Mapei-GB        | a 1'26"   |
| 6    | Stéphane Goubert    | Festina-Lotus   | a 1'42"   |
| 7    | Chris Boardman      | Gan             | a 2'13"   |
| 8    | Marc Wauters        | Lotto-Isoglass  | a 2'30"   |
| 9    | Stephen Hodge       | Festina-Lotus   | a 2'42"   |
| 10   | Gianluca Gorini     | Aki-Gipiemme    | a 2'53"   |